# Day of the Locusts
Day of the Locusts – piosenka skomponowana przez Boba Dylana, nagrana przez niego najpewniej w czerwcu 1970 r. i wydana na albumie New Morning w październiku 1970 r.

## Historia i charakter utworu
Utwór ten został nagrany na 8 sesji do albumu w czerwcu 1970 r. Niepewne jest miejsce dokonania nagrania; było nim albo Columbia Studio w Nowym Jorku, albo Bearsville Studio w Woodstock, założone przez ówczesnego menedżera Dylana – Alberta Grossmana. Był to jedyny utwór, nad którym na tej sesji pracowano. Producentem tej sesji był Al Kooper.
Idea piosenki wykrystalizowała się dzięki trzem źródłom; jednej z 10 plag egipskich (źródłem jest tu Biblia), słynnej powieści Nathanaela Westa (sfilmowanej) Dzień szarańczy oraz ceremonii wręczenia Dylanowi doktoratu honoris causa 9 czerwca 1970 r. na Princeton University. Te trzy źródłowe czynniki przetworzone przez poetycki umysł Dylana, dały w efekcie niezwykle skondensowane wyrażenie niewiary i braku zaufania do wszelkich instytucji. "Sędziowie" (ang. judges) pojawiający się w tekście Dylana, to właśnie profesorowie w swoich akademickich togach, których stopnie naukowe są tak naprawdę wyrokami śmierci. Według Dylana studia – nawet na uniwersytetach Ligi Bluszczowej – wiodą do śmierci ducha.
Dylan udał się po odbiór honorowego doktoratu w towarzystwie Davida Crosby'ego i swojej żony Sary. David Crosby wspominał, że Dylan absolutnie odmówił udania się na tę ceremonię uniwersytecką. Nie ustąpił nawet prośbom swojej żony. W końcu Crosby powiedział No daj spokój Bob, to jest honor! Crosby z Sarą przekonywali go jeszcze przez długi czas i w końcu Dylan ustąpił.
Jest to jedna z niewielu piosenek Dylana, w której wiodącym instrumentem jest fortepian.

## Muzycy
- Bob Dylan – pianino, gitara, harmonijka, wokal

Sesja ósma
- Buzzy Feiten – gitara
- Harvey Brooks – gitara basowa
- Billy Mundi – perkusja